# Type 3 (metralhadora)
A metralhadora pesada Type 3 (em japonês:  三年式重機関銃, transl. San-nen-shiki juu-kikanjuu), também conhecida como Taishō 14, era uma metralhadora pesada japonesa refrigerada a ar. A metralhadora pesada Type 3 fazia parte de uma longa linha de variantes de metralhadora japonesa Hotchkiss que o Exército Imperial Japonês utilizaria de 1901 a 1945.

## História

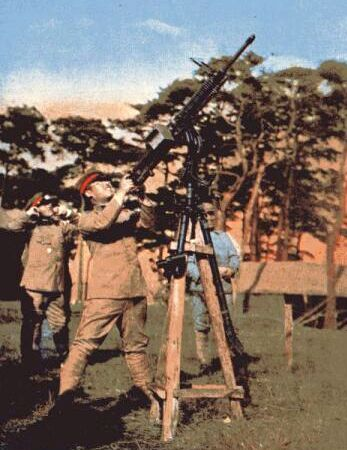
Uma Type 3 em um tripé antiaéreo improvisado

A partir de 1901, o Japão começou a importar metralhadoras pesadas Hotchkiss MLE 1897 que eram compatíveis com cartuchos 6,5 mm Arisaka. O Japão acabou comprando uma licença para sua produção, com o tipo prestando serviço notável durante a Guerra Russo-Japonesa.
O projetista de armas japonês Kijirō Nambu, mais tarde modificaria a metralhadora pesada Hotchkiss MLE 1897 para melhor atender aos requisitos japoneses, seguindo as lições aprendidas após a conclusão da Guerra Russo-Japonesa. Isso resultaria na adoção da metralhadora pesada Type 38 em 1907, entrando em ação pela primeira vez em Qingdao durante a Primeira Guerra Mundial. A metralhadora pesada Type 38 ainda era usada na época do Incidente da Ponte Marco Polo em 1937.
Em 1909, Kijirō Nambu modificaria ainda mais a metralhadora pesada Type 38, concentrando-se em melhorar a dissipação e durabilidade. Esta entraria em serviço em 1914 como metralhadora pesada Type 3, entrando em ação pela primeira vez na intervenção japonesa de 1919 na Sibéria e mais tarde na Manchúria e na Segunda Guerra Sino-Japonesa. O tripé da Type 3 poderia ser usado como montagem antiaérea, e foram fornecidas miras antiaéreas especiais.

## Operadores
- Chile: O Chile comprou várias centenas de metralhadoras Type 3 em 7×57mm Mauser como Modelo 1920. Os canos foram fabricados na França pela Hotchkiss, mas a maior parte das armas foi fabricada no arsenal de Kokura.[3]
- China: Comprada para o Exército de Fengtian de Zhang Zuolin.[4] Mais tarde usada pelo Exército Colaboracionista Chinês[5]
- Império do Japão[6]
- Manchukuo[7]
- Coreia do Norte: Foi usada pelo Exército Popular da Coreia durante a Guerra da Coreia.[8]
- Vietnã do Norte[9]

## Galeria

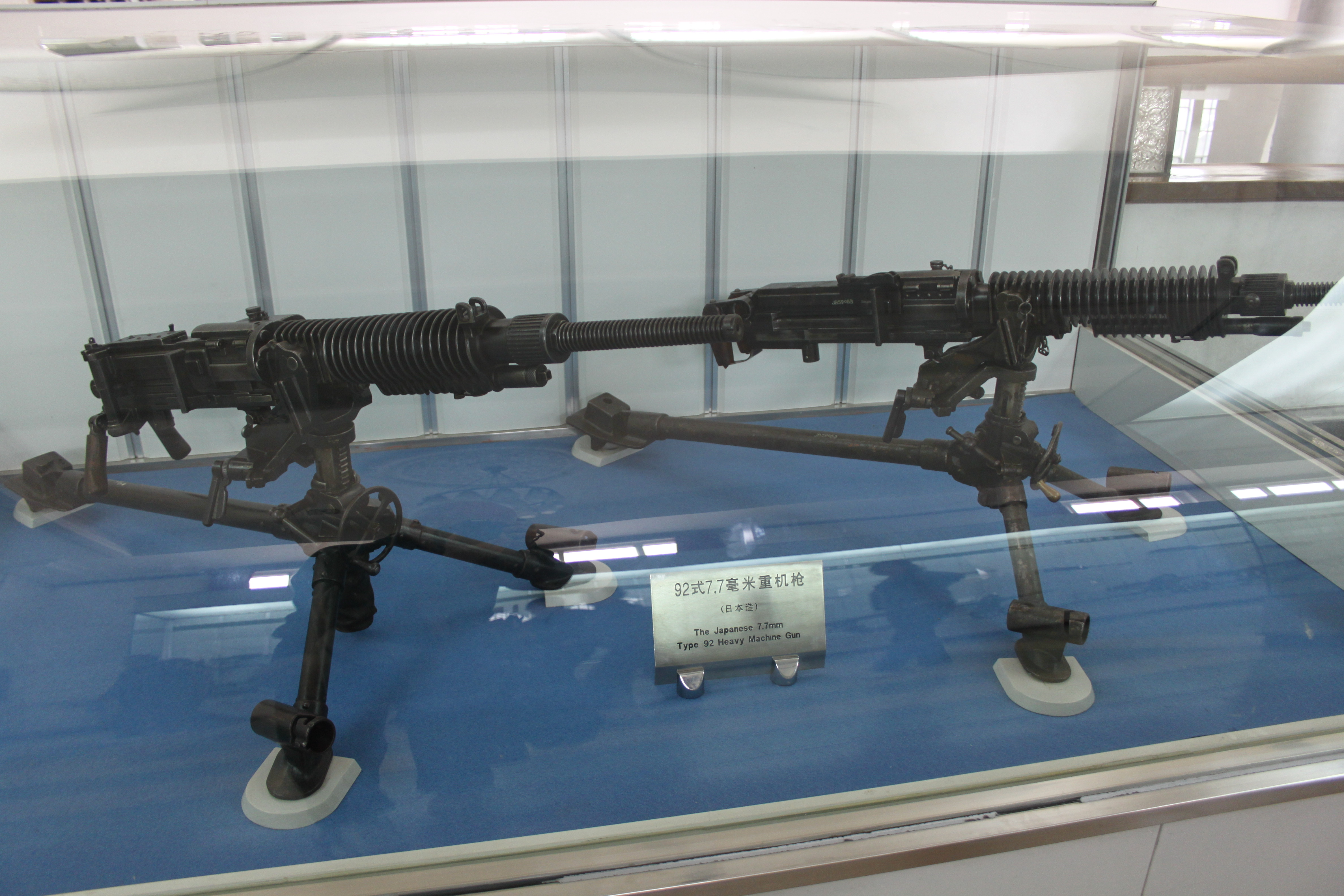
Uma Type 3 e uma Type 92 próximas uma da outra em um museu de Pequim, mostrando a semelhança
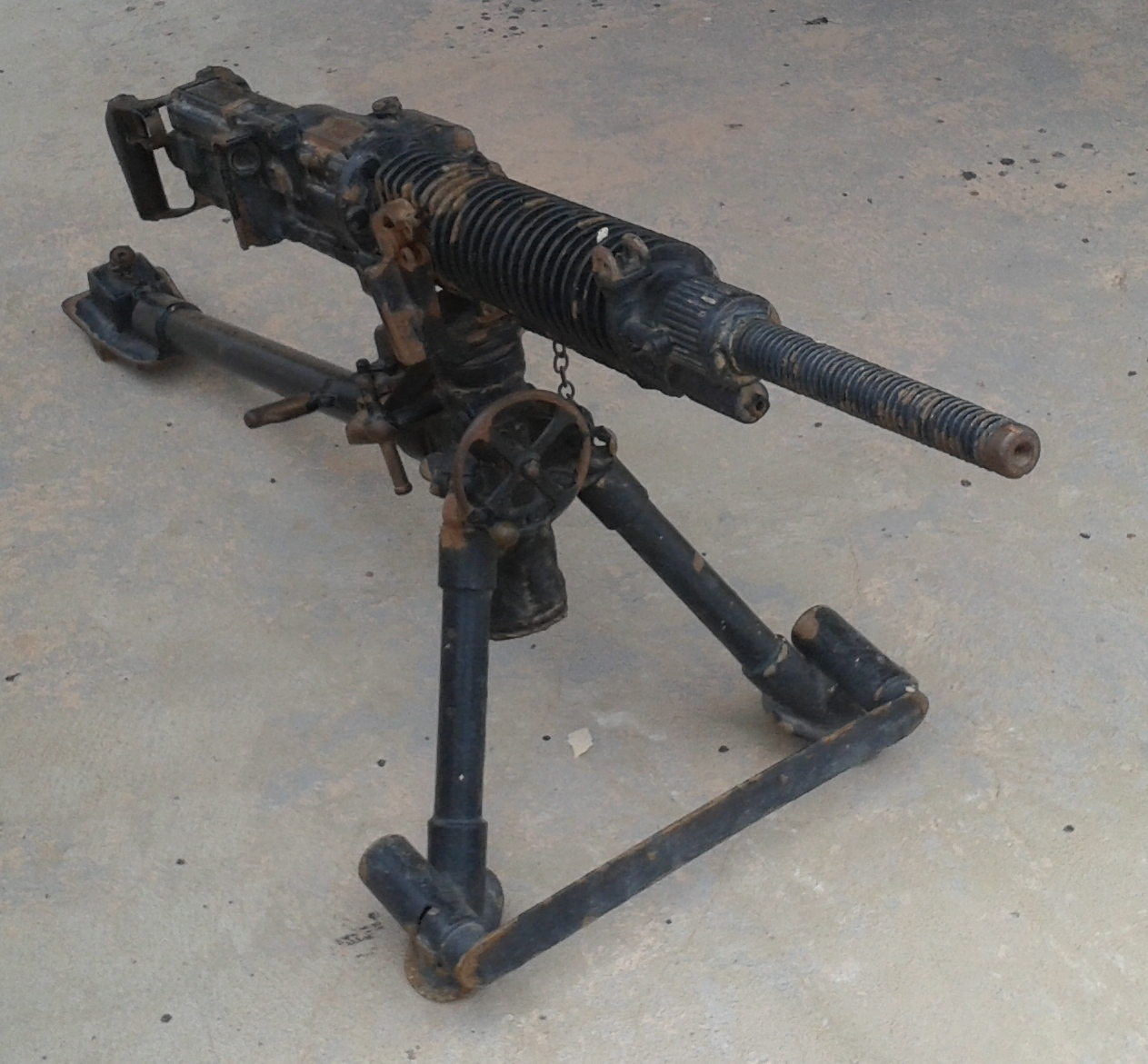
Uma Type 3  7 mm para exportação em um museu chileno
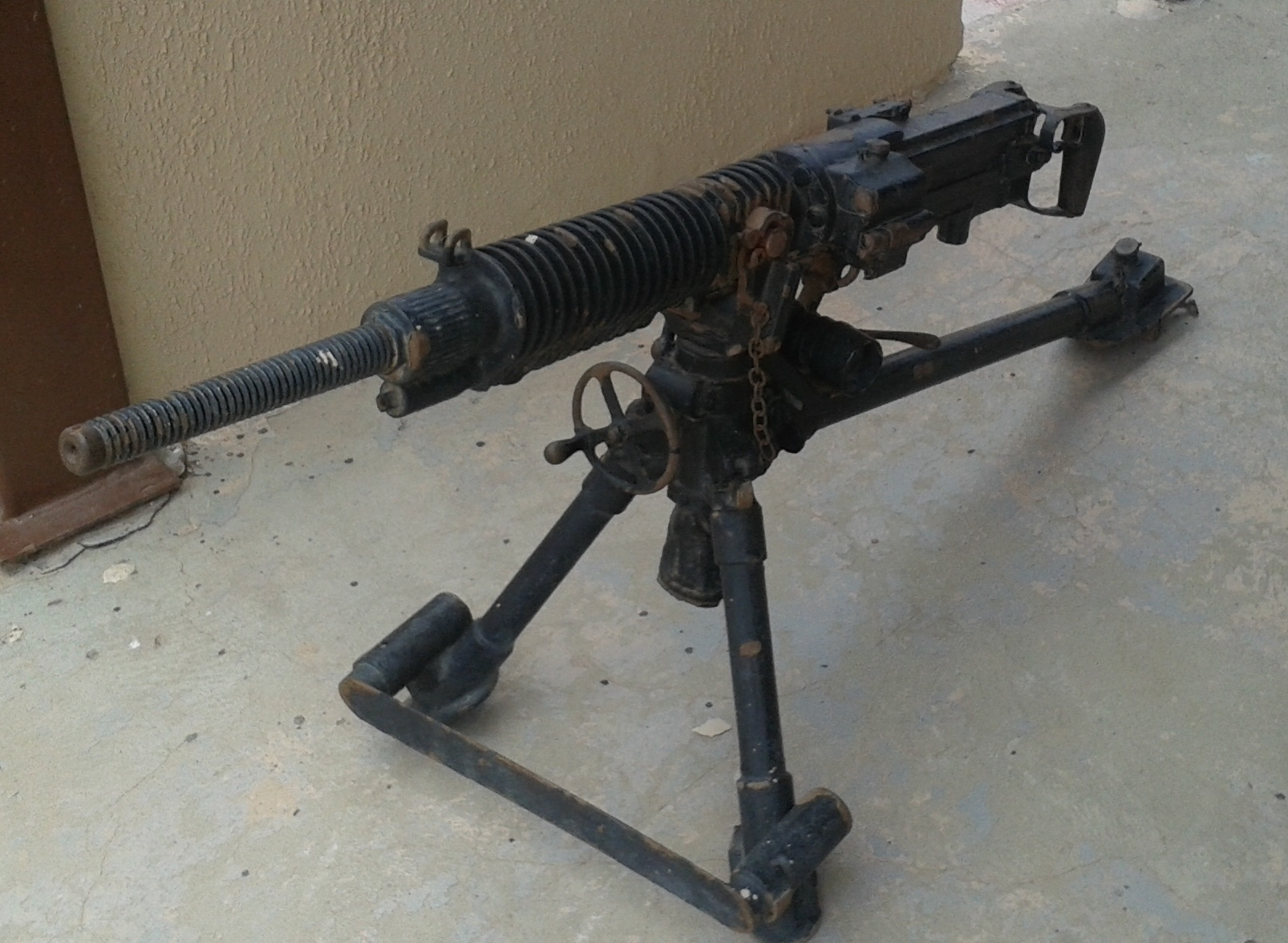
Idem
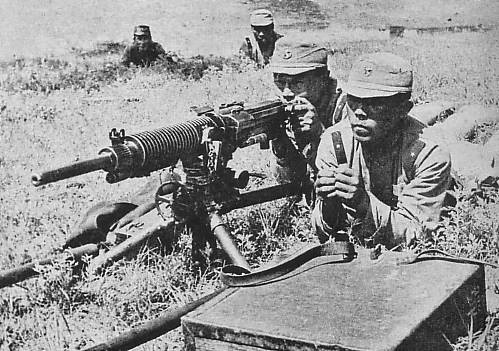
Em serviço com o Exército Imperial de Manchukuo